# Thüringer Staatsballett
Die Ballettcompagnie des Theaters Altenburg Gera (damals Theater & Philharmonie Thüringen) wurde am 1. Januar 2013 zum Thüringer Staatsballett ernannt. Es ist die größte Compagnie des Freistaates. Sitz der internationalen Compagnie ist die Stadt Gera. Zudem gastiert das Ensemble regelmäßig im Theater Erfurt. Mit einer Gala zum Jahreswechsel 2012/2013 wurde der zuvor als ThüringenBallett bezeichneten Institution der Titel Staatsballett verliehen.
Motivation zur Gründung des Staatsballetts war die vom Thüringer Ministerium für Bildung, Wissenschaft und Kultur geplante finanzielle Konsolidierung mehrerer Thüringer Ballett-Einrichtungen.

## Ensemble
Mit 22 Tänzerinnen und Tänzern aus elf Nationen ist es die größte Kompanie im Freistaat Thüringen und zeichnet sich durch ein hohes technisches Niveau sowie die Geschlossenheit des Ensembles aus. Seit der Spielzeit 2024/25 steht es unter der Direktion von Vitaliy Petrov. 
Darüber hinaus wird das Ensemble auch in weiteren Theaterhäusern Thüringens und Deutschlands gastieren und Vorstellungen darbieten.

## Geschichte
Die Geschichte des Balletts in Gera begann in der Spielzeit 1923/24, als erstmals unter Generalintendant Walter Bruno Iltz der Versuch unternommen wird, Tanz als eigenständige Kunstgattung einzuführen. Die „Josephs Legende“ von Richard Strauss erlebte drei Aufführungen im Rahmen eines Strauss-Konzertes. Für die Hauptrollen wurden Anni Schwanninger (Schweiz) und Iril Gadescow (Metropolitan Opera New York) engagiert. In den folgenden Spielzeiten gab es immer wieder Tanzabende.
Einen ersten Aufschwung erlebte das Ballett durch das Engagement von Yvonne Georgi, einer Schülerin von Mary Wigman. Georgi wurde zunächst nur für einen Soloabend verpflichtet. Sie blieb für die ganze Spielzeit 1925/26 als Solistin und Leiterin des Tanzensembles. Ihr 1. Tanzabend nach Musik von Felix Petyrek, Darius Milhaud, Egon Wellesz und Igor Strawinsky feierte große Erfolge, auch bei Gastspielen in Berlin, Leipzig und Hannover.
In den 1930er Jahren gastierten vermehrt Tänzer in Gera, die als innovatorische Persönlichkeiten auch die internationale Entwicklung stark prägten, wie z. B., Gret Palucca, Mary Wigman und Harald Kreutzberg sowie das Indische Ballett Menaka.
Erst 1937 gab es einen erneuten Versuch, den Tanz als eigenständige Kunstgattung zu etablieren. Unter der Leitung des Choreografen Wilmo Kamrath entstanden Ballettabende. Seine Nachfolgerin Inge Ziegler leitete die Tanzgruppe in seinem Sinne weiter. Jährlich brachte sie einen mehrteiligen Tanzabend heraus. Die Tanzgruppe bestand in den ersten Nachkriegsjahren aus 10 bis 12 Damen, von denen allerdings die wenigsten eine professionelle Ausbildung absolviert hatten. Die Tänzer wurden häufig durch einen Bewegungschor und das Kinderballett sowie die Damen und Herren des Chores verstärkt. 1950/51 erlebte das Geraer Publikum mit „Der Teufel im Dorf“ (Fran Lhotka) das erste abendfüllende Handlungsballett des eigenen Ensembles.
Nach Inge Zieglers Weggang übernahm 1952 Alice Uhlen von Gregory die Leitung, eine erfahrene Choreografin mit klassischer Ausbildung. Sie strebte verstärkt eine klassische Schulung des Ensembles an. Von Gregory blieb nur eine Spielzeit, in der ein mehrteiliger Tanzabend und das Ballett „Der Zauberladen“ nach Musik von Gioacchino Rossini und Ottorino Respighi entstanden. Unter dem Solotänzer und Choreografen Heinz Lieker arbeitete die Compagnie die nächsten drei Spielzeiten. In dieser Zeit entstanden Werke wie „Die Geschöpfe des Prometheus“ (Ludwig van Beethoven) und „Die Liebenden von Verona“ (Leo Spiess).
Der Bühnentanz erreichte unter der Leitung von Ruth Wolf, die von 1956 bis 1962 in Gera wirkte, bald eine neue Qualität. Aus der Tanzgruppe wurde allmählich eine Ballettcompagnie. Zielstrebig verbesserte Ruth Wolf die Struktur des Balletts. So entstand ein Herrenballett mit 6 bis 7 Tänzern. Es war die Ära der großen russischen Ballettabende mit Choreografien wie „Scheherazade“ (Nikolai Rimski-Korsakow) und „Flamme von Paris“ (Boris Assafjew), „Aschenbrödel“ (Sergej Prokofjew) oder „Fontäne von Bachtschissarai“ (Boris Assafjew).
Auch unter ihrem Nachfolger Horst Jentsch wurden Laien und Kollegen anderer Sparten in die Choreografien mit einbezogen. In seine Zeit fiel die DDR-Erstaufführung des Märchenballetts „Die Prinzessin mit dem goldenen Stern“ (Radovan Fest-Spisiak).
1973 übernahm Inge Berg-Peters die Leitung des Balletts. Ihre wichtigste Aufgabe sah sie darin, den technischen und künstlerischen Leistungsstand des Ensembles zu heben und leistungsfähigen Solistennachwuchs  heranzubilden. Die Ballettarbeit wurde professioneller; die Einbeziehung von Laien verlor an Bedeutung bzw. verschwand fast vollständig. 20 Jahre leitete sie die Geschicke des Geraer Balletts. Das Ballett wurde zu einer anerkannten und beliebten Sparte der Bühne wie eine Rezension aus dem Jahre 1986 zeigt:

„Nicht nur Tanzprofis wissen, dass Gera inzwischen eine Ballettoase in der DDR geworden ist, gewachsen an der Ensemblearbeit durch Chefchoreografin Inge Berg-Peters und den alljährlich durchgeführten 'Geraer Ballett-Tagen', dem einzigen regelmäßigen Treffen in der DDR.“

Unter ihrer Leitung wurden die Geraer Ballett-Tage ins Leben gerufen, die von 1976 bis 2009 regelmäßig stattfanden. Internationale Ensembles wie das Russische Nationalballett, Nederlands Dans Theater, Ballett Preljocaj aus Aix-en-Provence, Introdans aus Arnheim, Scapino Ballett Rotterdam, die Compania Nacional de Dansa aus Madrid und die Londoner Henri Oguike Dance Company gastierten in Gera. Das Festival bot zudem dem Tanznachwuchs eine Plattform. Das Programm des Festivals legt seinen Schwerpunkt auf das klassische Ballett – auf seine Überlieferung, seine Weiterentwicklung, seine Umschreibung, seine analytische Reflexion – und es fragt nach der Zukunft dieser Kunstform.
In den 1990er Jahren entwickelte sich die Ballettsparte zum erklärten Liebling des Publikums. Nach dem Ausscheiden von Inge Berg-Peters prägte ihr ehemaliger Schüler und Hauschoreograf Peter Werner-Ranke zusammen mit dem Dramaturgen Wolfgang Ranke das Profil des Balletts. Er choreografierte u. a. die erfolgreichen Ballett-Inszenierungen „Play Goethe“, „Romeo und Julia“, „Carmen“ und 2 Mal ein „Dix“ Ballett.
Unter der Leitung des Ballettdirektors Siegfried Martin Wende arbeiteten Gastchoreografen wie Ton Wiggers, Nils Christe, Uwe Scholz, Dietmar Seyffert, Youri Vamós, aber auch junge Choreografen wie Mario Schröder, Silvana Schröder und Stela Korljan in Gera. Zum ersten Mal wurde mit „Giselle“ (Adolphe Adam) ein abendfüllendes Ballett in der überlieferten klassischen Originalchoreografie aufgeführt.
Ballettdirektor Ivaylo Iliev setzte die Entwicklung fort, indem er Gastchoreografen wie Gregor Seyffert, Hugo Viera, Davide Bombana, Robert North und Birgit Scherzer engagierte und so unterschiedliche künstlerische Handschriften zur Geltung brachte.
2011/12 kehrte Silvana Schröder, die einst ihre Karriere als Tänzerin am Theater Gera begann, als Ballettdirektorin zurück ans Haus. Mit ihren Choreografien „Freaks“, „Zeit.Punkt.“, „27“, „Schwarzer Schwan“ und „Joker“ kreierte sie für das ThüringenBallett einen eigenen, unverwechselbaren Stil. Auf Basis der Neoklassik erarbeitete sie mit der Compagnie aktuelle, mal athletisch-zirzensische, mal humoristische Bewegungsabläufe, stets emotional packende Choreografien zu selbst gestellten Themen, in denen alle Tänzer gleich wichtig sind. Große Ensemblechoreografien und die Zeichnung starker Persönlichkeiten sind eines ihrer Markenzeichen.
Im Zuge der Finanzierungsvereinbarung für die Jahre 2013–2016 beschloss die Landesregierung, der Ballettcompagnie von Theater&Philharmonie Thüringen zum 1. Januar 2013 den Titel Thüringer Staatsballett zu verleihen.

## Nachwuchsprogramm
Das Thüringer Staatsballett verfügt über ein Elevenprogramm, bei dem 14 junge Talente, die ihre Ballettausbildung erfolgreich abgeschlossen haben, im Rahmen einer zweijährigen Förderung ihre Fähigkeiten weiterentwickeln sowie Bühnenerfahrung sammeln. Das Projekt wird vom Freistaat Thüringen finanziert.
Das Ensemble verbindet ein klassisches Repertoire mit zeitgenössischen Werken international anerkannter Choreograf:innen.